# Budokan: The Martial Spirit
Budokan: The Martial Spirit é um jogo de computador da Electronic Arts em 1989, lançado para várias plataformas. O título é um jogo (versus combate), o jogador combate com vários praticantes de artes marciais num grande torneio conhecido como Budokan (tendo lugar no Nippon Budokan de Tóquio).

## Jogabilidade
O jogador começa o jogo como um aprendiz de artes marciais, e inicialmente pode praticar quatro dojos, com um instrutor ou contra a própria sombra. O jogador pode praticar quatro disciplinas diferentes:
- Bo
- Karate
- Kendo
- Nunchaku

Quando estiver confiante das suas habilidades, o jogador pode lutar no Budokan. Aí enfrenta adversários equipados com várias armas (incluindo, mas não limitado às disponíveis para o jogador) em forma de torneio. A dificuldade aumenta gradualmente, com cada adversário demonstrando crescente valentia quando comparado com os anteriores. A maioria dos adversários são do sexo masculino, com excepção de uma mulher armada com um naginata.
Cada nível é precedido por um ecrã onde o jogador pode ler várias informações sobre o adversário. Com base nessas informações (e na sua experiência de jogo), o jogador escolhe então, que arte marcial irá utilizar no próximo conflito. Uma vez que cada uma só pode ser usada um número limitado de vezes, é necessária alguma estratégia e planeamento, a fim de conseguir vencer todos os adversários.
Existem dois principais atributos mostrados no ecrã - stamina e ki. Movimentos como o salto e golpes difíceis fazem diminuir o ki, por outro lado, bloquear ataques do adversário faz aumentar o ki. A stamina é a resistência do lutador, que quando diminui faz com que a velocidade do jogador seja cada vez menor, tornando-se cada vez mais difícil actuar com eficácia. Um lutador perde quando a sua stamina se estiver esgotado e o combate termina.